# Поповка (Казахстан)
Попо́вка (каз. Поповка) — село у складі Атбасарського району Акмолинської області Казахстану. Входить до складу Тельманського сільського округу.
Населення — 253 особи (2021; 306 у [2009]], 423 у 1999, 384 у 1989).
Національний склад станом на 1989 рік:
- українці — 42 %.